# Carlos Bezerra
Carlos Gomes Bezerra ComMM (Chapada dos Guimarães, 4 de novembro de 1941) é um advogado, sociólogo e político brasileiro filiado ao Movimento Democrático Brasileiro (MDB). Atualmente, é deputado federal pelo Mato Grosso há cinco mandatos. Foi governador do mesmo estado, além de senador, deputado estadual e prefeito de Rondonópolis em duas ocasiões.

## Biografia
Filho de Aarão Gomes Bezerra e Celina Fialho Bezerra. Fez carreira política no movimento estudantil e em 1957 fundou a Associação Cuiabana de Estudantes Secundários tornando-se o primeiro presidente da mesma. Advogado formado pela Universidade Federal de Mato Grosso, filiou-se ao PTB antes do Regime Militar de 1964 e com a outorga do bipartidarismo optou pelo MDB elegendo-se deputado estadual em 1974 e deputado federal em 1978, ingressando no PMDB com a volta do pluripartidarismo em 1980.
Eleito prefeito de Rondonópolis em 1982 renunciou em 1986 quando foi eleito governador de Mato Grosso. Deixou o Palácio Paiaguás em 1990 para disputar uma vaga de senador sendo derrotado por Júlio Campos. Eleito novamente prefeito de Rondonópolis em 1992 renunciou ao mandato e foi eleito senador em 1994 numa disputa férrea com Antero Paes de Barros pela segunda vaga e para impedir que este fosse eleito em 1998 candidatou-se a um novo mandato de senador, embora tivesse com seu mandato original em vigência, e perdeu assim como foi derrotado em 2002 e após este fato preferiu candidatar-se a deputado federal sendo eleito em 2006, 2010 e 2014.
Em 2002, foi admitido à Ordem do Mérito Militar no grau de Comendador especial pelo presidente Fernando Henrique Cardoso. Em 2004 foi nomeado presidente do Instituto Nacional do Seguro Social (INSS).
Na 55.ª legislatura (2015-2019), votou a favor do Processo de impeachment de Dilma Rousseff. Posteriormente, votou a favor da PEC do Teto dos Gastos Públicos. Em abril de 2017 foi favorável à Reforma Trabalhista. Em agosto de 2017 votou contra o processo em que se pedia abertura de investigação do então Presidente Michel Temer, ajudando a arquivar a denúncia do Ministério Público Federal.